# Infinity (Guru Josh)
Infinity, noto anche come Infinity (1990s... Time for the Guru), è il singolo di debutto di Guru Josh, pubblicato il 18 dicembre 1989.

## Tracce
Singolo 7"
1. Infinity (1990s... Time for the Guru) – 4:00
2. Infinity (Spacey Saxophone mix) – 4:03

Maxi singolo 12"
1. Infinity (1990s... Time for the Guru 12" mix) – 7:25
2. Infinity (Spacey Saxophone mix) – 4:03
3. Infinity (1990s... Time for the Guru 7" mix) – 4:00